# Alfred Tarski
Alfred Tarski (odsłuchajⓘ), pierwotne nazwisko Tajtelbaum (ur. 14 stycznia 1901 w Warszawie, zm. 26 października 1983 w Berkeley w stanie Kalifornia) – polski logik, członek Szkoły Lwowsko-Warszawskiej. Od 1939 r. pracował w Stanach Zjednoczonych. Twórca m.in. teorii modeli i semantycznej definicji prawdy. Bywa wymieniany jako jeden z czterech najwybitniejszych logików wszech czasów – obok Arystotelesa, Gottloba Fregego oraz Kurta Gödla.

## Życiorys

### Dzieciństwo i młodość
Alfred Tarski urodził się 14 stycznia 1901 jako Alfred Tajtelbaum w Warszawie. Był starszym synem z dwojga dzieci Róży i Ignacego Tajtelbaumów. Jego ojciec pochodził z rodziny zamożnych warszawskich Żydów i zajmował się przemysłem drzewnym, zaś matka z rodziny znanych żydowskich przemysłowców z Łodzi, Prussaków. Tajtelbaumowie zachowywali tradycje żydowskie, w związku z czym w domu obchodzone były tradycyjne święta, a dzieci uczyły się hebrajskiego oraz Tory. Jednak rodzina obracała się też w głównym nurcie społeczno-kulturowym Warszawy i była na tyle zasymilowana, że młodzi jej członkowie uczęszczali do szkół z językiem polskim czy rosyjskim.
W roku 1915 Tajtelbaum wstąpił do gimnazjum w mieszczącej się przy ul. Klonowej Szkole Mazowieckiej. W jego zakresie nauczania były wtedy niemiecki, francuski, łacina, historia, religia, prawo, logika, matematyka, fizyka, kosmografia (obejmująca astronomię, geografię i geologię) oraz higiena. W gimnazjum tym nauczano też nowo wprowadzonego języka polskiego i polskiej literatury. Chociaż świadectwo końcowe Alfreda nie wymieniało języka greckiego, to niewątpliwie wtedy zapoznał się on z greką. Posługiwał się też płynnie językiem rosyjskim. W zapiskach nauczycieli przedstawiany był jako uczeń o niezwykłych zdolnościach.
W 1923 Alfred Teitelbaum – wraz z bratem Wacławem – zmienił nazwisko na „Tarski”. Oprócz zmiany nazwiska na polskie bracia zmienili religię z wiary żydowskiej na katolicyzm. W przypadku Tarskiego miało to wyłącznie znaczenie symboliczne, bo faktycznie pozostał on do końca życia ateistą. Tarski był polskim patriotą, który uważał siebie za Polaka, jednocześnie nie chcąc być Żydem także z powodu międzywojennego antysemityzmu, który blokował Żydom możliwość zrobienia kariery uniwersyteckiej. Wszędzie popierał on polskich logików, a jego dom w Berkeley zawsze otwarty był dla Polaków. Do końca życia w tym domu mówiono w języku polskim.

### Uniwersytet Warszawski
W 1918 na dopiero co ponownie otwartym Uniwersytecie Warszawskim zaczął studiować biologię. Tam został dostrzeżony przez Stanisława Leśniewskiego, który wówczas kierował na UW katedrą filozofii matematyki. Leśniewski przekonał Teitelbauma, by ten porzucił studia biologiczne na rzecz filozoficznych.
W 1924 r. Tarski doktoryzował się na podstawie rozprawy O wyrazie pierwotnym logistyki, pisanej pod kierunkiem Leśniewskiego. Habilitował się rok później. W latach 1925–1939 był docentem Uniwersytetu Warszawskiego, gdzie prowadził wykłady z podstaw matematyki i logiki. Ponieważ jako docent nie otrzymywał pensji, równocześnie uczył w Liceum im. Stefana Żeromskiego w Warszawie.

### Działalność poza Polską

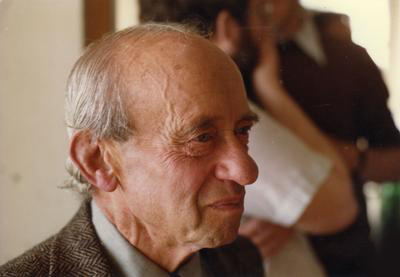
Alfred Tarski w Berkeley

Tuż przed wybuchem wojny Tarski wyjechał do Stanów Zjednoczonych, gdzie pozostał już do końca życia. Tarski przyjął obywatelstwo amerykańskie w czerwcu 1945.
Oto spis posad, które obejmował podczas pobytu w Stanach:
- 1939–1941 – wykładowca na Uniwersytecie Harvarda;
- 1940–1941 – profesor wizytujący w Nowym Jorku;
- 1941–1942 – członek Institute for Advanced Study w Princeton;
- 1942–1945 – wykładowca na Uniwersytecie Kalifornijskim w Berkeley;
- 1946–1983 – profesor na Uniwersytecie Kalifornijskim w Berkeley.

Był także profesorem wizytującym na uczelniach w Meksyku, Los Angeles, Chile, Londynie i na Sorbonie.
Od 1958 był członkiem zagranicznym Królewskiej Holenderskiej Akademii Sztuk i Nauk

## Dokonania
Alfred Tarski zajmował się wieloma dziedzinami matematyki, m.in. teorią mnogości, algebrą, metamatematyką, a także logiką i filozofią.
Największą zasługą Tarskiego był zainicjowany przez niego program algebraizacji i topologizacji logiki matematycznej, co nadało tej dyscyplinie nową moc i naukową świeżość.
Z teori o mnogościowych dokonań Tarskiego najbardziej znany jest tzw. paradoks Banacha-Tarskiego, którego współautorem jest polski matematyk Stefan Banach. Nie jest to właściwie paradoks, lecz paradoksalnie brzmiące twierdzenie, mówiące że (zakładając aksjomat wyboru) kulę można rozłożyć na części, z których złożyć można dwie kule, każdą o tej samej objętości co wyjściowa. Twierdzenie to kazało wielu matematykom ostrożniej podchodzić do aksjomatu wyboru, który wydaje się być na pozór zgodny z intuicją.
Najważniejszym filozoficznie osiągnięciem Tarskiego była tzw. semantyczna definicja prawdy.
Tarski wyprowadził pojęcie prawdy jako cechę zdań logicznych należącą do języka będącego metajęzykiem wobec języka, w jakim zdania te są wypowiadane. Ten krok uporządkował rozważania semantyczne i pozwolił na rozwój badań nad semantyką, logiką i filozofią matematyki.
Tarski zapoczątkował w ten sposób nowy dział logiki matematycznej – teorię modeli. Prowadził też badania w zakresie algebry uniwersalnej – interesowały go zwłaszcza tzw. algebry cylindryczne.
Rozważania Tarskiego na temat prawdy wpłynęły na wielu filozofów, spośród których wymienić należy Karla Poppera, Willarda Van Orman Quine’a oraz Donalda Davidsona.
W 2000 r. Komisja Nazewnictwa Międzynarodowej Unii Astronomicznej nadała imię Alfreda Tarskiego odkrytej w 1997 r. planetoidzie nr 13672.

## Tarski w kulturze
Tarski jest jednym z bohaterów epizodycznych w powieści Jacka Dukaja pt. Lód.

## Literatura
- Alfred Tarski: dedukcja i semantyka [déduction et sémantique] (red. Jacek Jadacki). Warszawa 2003